# Bajoire
Mit Bajoire (frz. zu baiser) oder auch Kussmünze bezeichnete man einst in der Numismatik eine Münze oder Medaille, auf der ein Doppelporträt, insbesondere von Herrscherpaaren, zu sehen war.
Seit dem 3. Jahrhundert vor Christus prägten die Ptolemäer in Ägypten entsprechende Münzen, auf denen zum Beispiel das herrschende Geschwisterpaar abgebildet war.
Ein neueres Beispiel der Antike ist eine im Berliner Münzkabinett befindliche Goldmedaille der oströmischen Kaiser Valens und Valentinian I. von 242,44 g Gewicht, auf der die zueinander gewandten Brustbilder des Bruderpaares mit der Umschrift regis romanorum zu sehen ist. Der grobe künstlerische Stil und der Ausdruck (rex ist an sich der Titel der Barbarenkönige) deuten auf einen germanischen Nachahmer hin.
Aber auch in der frühen Neuzeit existieren derartige Kussmünzen, wie der Gold-Excellente von 1497 des spanischen Königspaares Ferdinand des Katholischen und Isabella (ebd.) belegt, der zudem die schöne und programmatische Umschrift zeigte: quos deus conjunxit, homo non separet – welche Gott verbunden hat, die soll der Mensch nicht trennen.

## Abbildungen
Siehe: Arthur Suhle: Kulturgeschichte der Münzen. Battenberg, München 1969, S. 64 und SW-Tafel 285.